# Holothuria cubana
Holothuria cubana är en sjögurkeart som beskrevs av Ludwig 1875. Holothuria cubana ingår i släktet Holothuria och familjen Holothuriidae. Inga underarter finns listade i Catalogue of Life.